# Madeconeuria insulicola
Madeconeuria insulicola is een haft uit de familie Oligoneuriidae. De wetenschappelijke naam van de soort is voor het eerst geldig gepubliceerd in 1966 door Demoulin.
De soort komt voor in het Afrotropisch gebied.